# 杨楷文
杨楷文（1997年1月28日—），山东省济南市人，中国棋院围棋职业九段棋手。2010年入段，2012年升为二段、2013年升为三段、2014年升为四段，2018年3月升为六段
，2019年2月升为七段，2021年8月升为八段，2022年11月升为九段。2025年6月23日，他在第十五届春兰杯世界职业围棋锦标赛决赛中以2-1战胜韩国棋手朴廷桓，夺得职业生涯首个世界大赛冠军。
2016年10月，柯洁迷妹自媒体 （页面存档备份，存于）曾对他做过专访。

## 比赛成绩

### 国内比赛成绩
- 第5届衢州·烂柯杯八强[5]
- 第12届理光杯16强[6]
- 第3届湾区杯中国围棋大棋士赛冠军[7]

### 围甲联赛成绩
- 2014年代表湖北洪湖三民队，6胜5负
- 2015年代表武汉三民队，11胜8负
- 2016年代表武汉三民队，4胜8负

### 其他国内比赛成绩
- 2015年9月，代表湖北队夺得第三届全国智力运动会围棋男子团体赛冠军[8]

### 国际比赛成绩
- 第2届梦百合杯32强
- 第2届利民杯世界星锐战32强
- 第15届春兰杯世界职业围棋锦标赛冠军